# Lizamontia
Genre
Lizamontia est un genre d'opilions laniatores de la famille des Triaenonychidae.

## Distribution
Les espèces de ce genre sont endémiques d'Afrique du Sud.

## Liste des espèces
Selon World Catalogue of Opiliones (27/05/2021) :
- Lizamontia draconensis (Lawrence, 1939)
- Lizamontia natalensis (Lawrence, 1931)
- Lizamontia starengai Kury, 2004

## Étymologie
Ce genre est nommé en l'honneur d'Elizabeth J. Kassimatis.

## Publication originale
- Kury, 2004 : « A new genus of Triaenonychidae from South Africa (Opiliones, Laniatores). » Revista Ibérica de Aracnología, no 9, p. 205–210 (texte intégral).